# 365-Euro-Ticket
Le 365-Euro-Ticket est le nom officiel ou informel donné aux offres de transports publics en Autriche et Allemagne dans certaines villes ou régions pour un billet annuel au prix d'environ 365 euros.
En Allemagne, ces offres sont généralement réservées à des groupes de voyageurs particuliers, tels que les étudiants et les apprentis. Avec l'expiration du ticket à 9 euros temporaire (à la fin du mois d'août 2022), plusieurs politiciens et syndicalistes allemands ont exigé un ticket à 365 euros à l'échelle nationale pour tous,.

## Exemples en Autriche

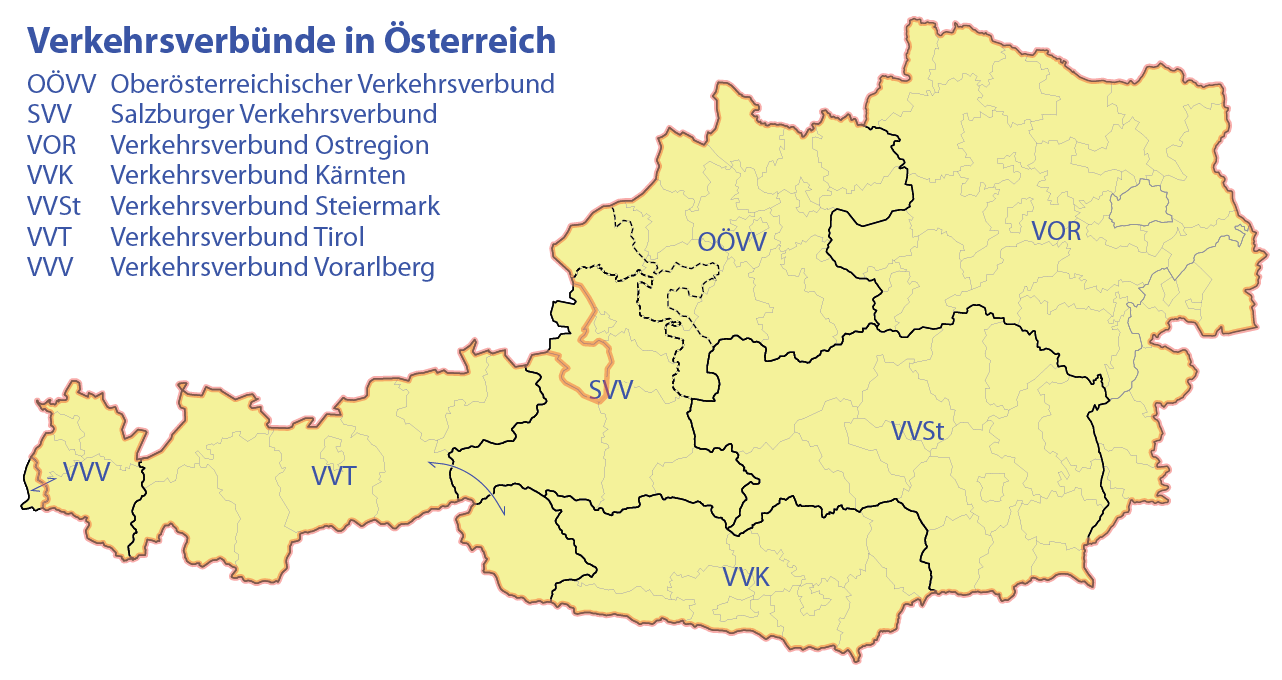
Map des associations de transport et des associations tarifaires en Autriche

Vous trouverez ci-dessous une liste (de loin) non exhaustive d'exemples de billets à 365 euros en Autriche. Le premier et le plus important exemple est celui de #Vienne puisque cette ville a été la pionnière pour les autres villes et régions autrichiennes et allemandes à introduire un ticket de 365 euros.

### Vienne

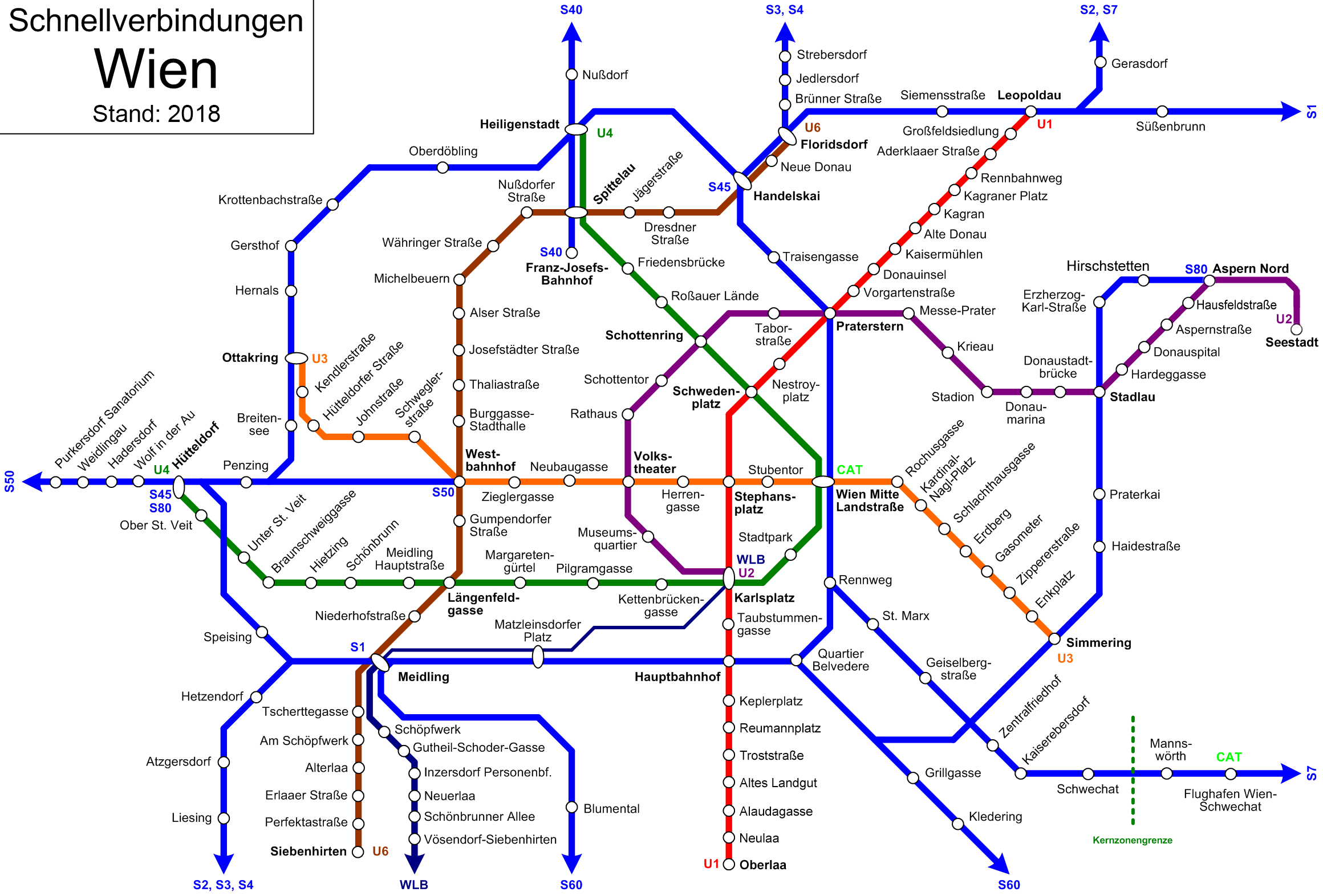
Zone centrale de Vienne du VOR

En mai 2012, l'opérateur de transport public local Wiener Linien (en) a baissé le prix d'un ticket annuel pour la ville de Vienne, plus exactement la Kernzone Wien des VOR (zone centrale de Vienne de l'association de transport de la région Est), à 365 euros pour le grand public,. En 2019, environ 822 000 personnes avaient un ticket annuel alors que Vienne compte environ 1,9 million d'habitants, et en septembre 2022, le prix du ticket (365 euros) est resté le même.

### Salzbourg
En Salzbourg (Land), le billet annuel coûtera 365 euros à partir de janvier 2022 pour le grand public ; il inclut tous les transports publics et s'étend jusqu'à la ville bavaroise voisine de Freilassing.

## Exemples en Allemagne
Vous trouverez ci-dessous une liste (de loin) non exhaustive d'exemples de billets à 365 euros en Allemagne. Un exemple important est #Berlin et Brandebourg puisque le Verkehrsverbund Berlin-Brandenburg couvre la plus grande zone de associations de transport en Allemagne (de).

### Berlin et Brandebourg

Association de transport Berlin-Brandenburg (carte du réseau ferroviaire)

En août 2019, l'opérateur de transport public local Verkehrsverbund Berlin-Brandenburg (en) a mis en place un abonnement annuel de 365 euros valable pour les azubis (apprentis) (en) des Länder de Berlin et Brandebourg.

### Bade-Wurtemberg
À partir de mars 2023, le Bade-Wurtemberg introduira dans tout le Land un billet de 365 euros pour les personnes de moins de 21 ans et pour les écoliers, étudiants universitaires, azubis (apprentis) et volontaires de moins de 27 ans qui vivent ou étudient dans le Land.

#### Stuttgart

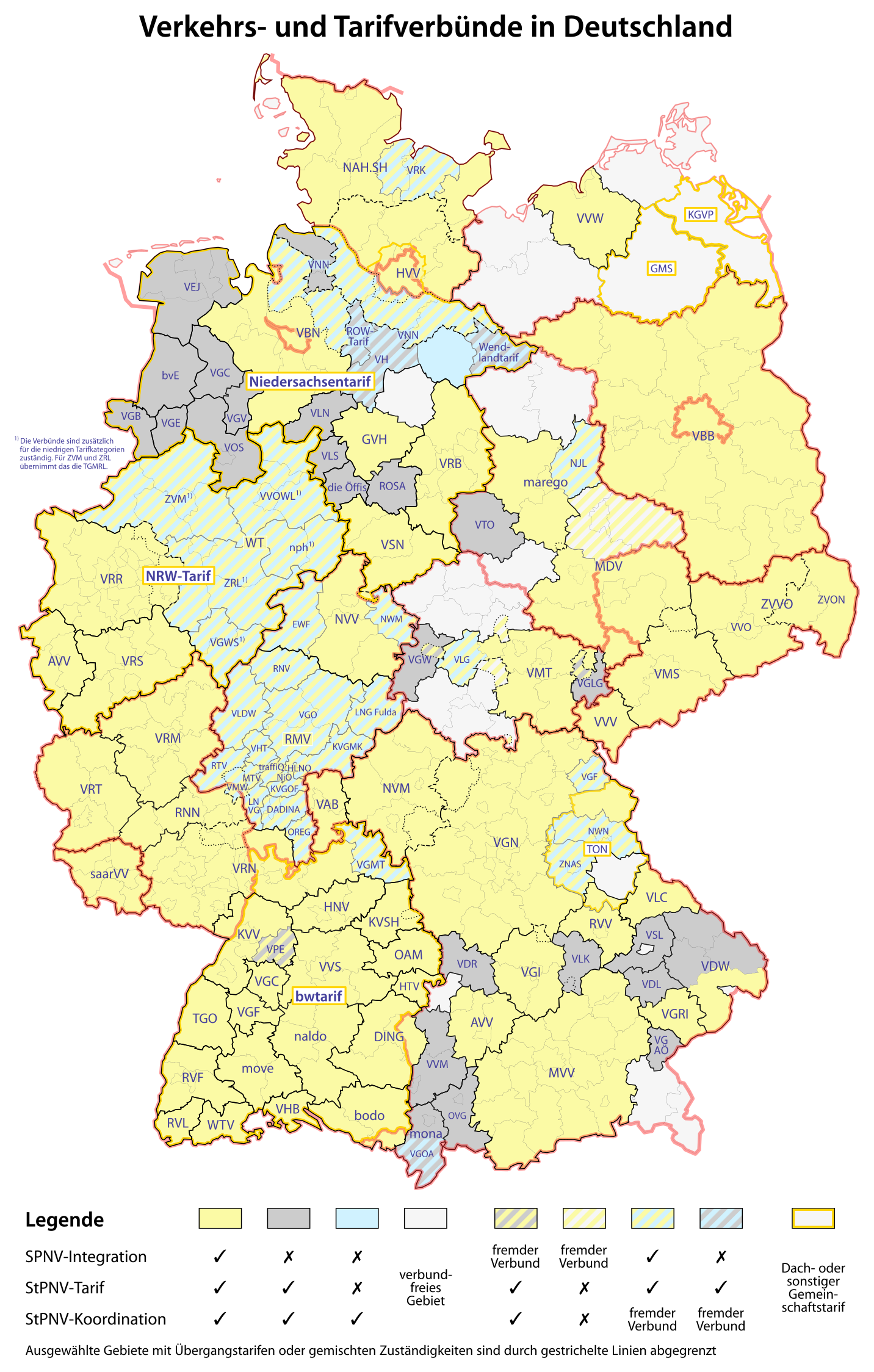
Les associations de transport en Allemagne

À partir de septembre 2022, Stuttgart a déjà introduit un ticket de 365 euros pour les étudiants (écoliers) et les azubis (apprentis).

### Bavière
Actuellement (septembre 2022), des tickets à 365 euros pour les étudiants (écoliers) et les azubis (apprentis) sont disponibles auprès de plusieurs associations de transport municipales en Bavière et le Land contribue actuellement aux 2/3 des coûts des municipalités et des associations de transport pour les tickets à 365 euros pour les écoliers et les stagiaires. Mais le gouvernement du Land a refusé de contribuer au financement de billets similaires pour les étudiants universitaires en juillet 2022.
Liste des associations de transport bavaroises proposant un ticket à 365 euros pour les élèves et les apprentis (situation en septembre 2022):
- Augsburger Verkehrs- und Tarifverbund (AVV): Das 365-Euro-Ticket AVV für Schüler:innen, Auszubildende, Praktikant:innen und FSJ-ler (www.avv-augsburg.de)
- Münchner Verkehrs- und Tarifverbund (MVV): Das 365-Euro-Ticket MVV (www.mvg.de)
- Regensburger Verkehrsverbund (RVV): 365-Euro-Ticket RVV (www.rvv.de)
- Verkehrsverbund Großraum Ingolstadt (VGI): 365-Euro-Ticket für Schülerinnen und Schüler sowie Auszubildende (www.invg.de)
- Verkehrsverbund Großraum Nürnberg (VGN): 365-Euro-Ticket VGN (www.vgn.de)
- Verkehrsverbund Mainfranken (région de Wurtzbourg) (vvm): 365-Euro-Ticket VVM (www.vvm-info.de)

### Hesse
À partir de l'année scolaire 2017-18, un billet de 365 euros pour les élèves a été introduit dans le Land de Hesse,. Depuis janvier 2020, il existe un billet senior pour les personnes âgées de 65 ans et plus au prix annuel de 365 € (uniquement les jours ouvrables utilisable à partir de 9 heures du matin) ou de 625 € (toute la journée).